# Golf-Drouot
Golf-Drouot was tussen 1961 en 1981 een discotheek die in het 9e arrondissement van Parijs lag. 

## Geschiedenis
De discotheek Golf-Drouot bevond zich tussen 1961 en 1981 op de eerste verdieping boven de theesalon Café d’Angleterre, op de hoek van de rue Drouot en de boulevard Montmartre. De theesalon werd in 1955 geopend. Op de eerste verdieping was oorspronkelijk een minigolf parcours met negen holes aangelegd (Golf-Drouot), maar daar werd niet veel gebruik van gemaakt. Om meer klanten te krijgen stelde Henri Leproux, de barkeeper van het minigolf parcours, eind jaren vijftig aan de eigenaar voor om van het minigolf parcours een discotheek te maken. Hij plaatste er ook een Seeburg jukebox. Hiermee werd een jong publiek aangetrokken om naar Amerikaanse jazz en rock-'n-roll te luisteren, vandaar dat de discotheek de bijnaam "Temple du rock" kreeg. Rock-'n-roll was een muziekgenre dat eind jaren veertig en begin jaren vijftig van de twintigste eeuw in Amerika voortkwam uit rhythm-and-blues en country muziek en eind jaren vijftig ook in Frankrijk populair werd. Golf-Drouot werd in 1961 een discotheek.

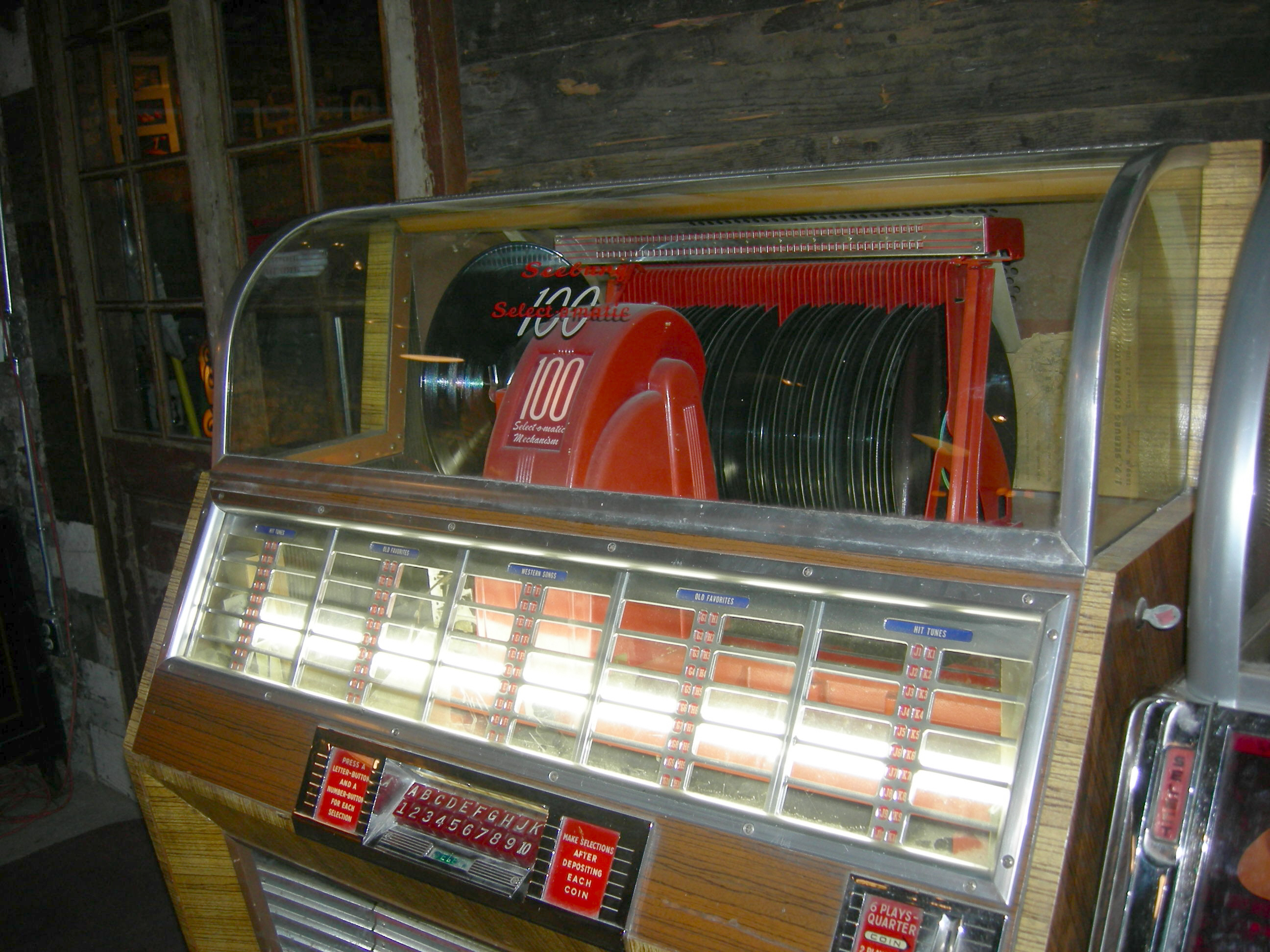
Seeburg Select-o-matic jukebox (1949).

## Naamgeving
De discotheek kreeg de naam "Golf-Drouot", een verwijzing naar het vroegere minigolf parcours. Hier zetten op vrijdag- en zaterdagavond veel jonge artiesten hun eerste stappen op weg naar roem. Johnny Hallyday was een vaste bezoeker van de Golf-Drouot. Tussen 1961 en 1981, het jaar waarin de discotheek Golf-Drouot gesloten werd, liepen tienduizenden fans de veertig treden van de trap omhoog naar de "Temple du rock" om bovenaan te worden verwelkomd door Henri en Colette Leproux. Henri Leproux was vijfentwintig jaar lang de manager van Golf-Drouot.

## Gedenkplaat
Op initiatief van de burgemeester van Parijs, Bertrand Delanoë, werd er in 2014 een gedenkplaat onthuld ter herinnering aan de discotheek Golf-Drouot.

## Franse chansons met verwijzingen naar de Parijse discotheek Golf-Drouot
Joe Dassin (1938-1980) verwees in Les plus belles années de ma vie (De mooiste jaren van mijn leven, 1973) naar de discotheek Golf-Drouot. In 1981 schreef Philippe Timsit (1943), de voormalige assistent van Claude François, het liedje Henri, Porte des Lilas, dat hij zelf zong. In de tekst wordt niet alleen Golf-Drouot genoemd, maar ook het eerdere chanson van Joe Dassin Les plus belles années de ma vie.
J'espère que tu te souviendras de moi / Henri de la porte des Lilas / J'étais le bassiste des Toreros / J't'accompagnais au Golf-Drouot /.../ On était presque des vedettes /.../ C'était sûrement les plus belles années de ma vie
(Vertaling Nederlands)
Ik hoop dat je je mij nog herinnert / Henri de la porte des Lilas / Ik was de bassist bij de Toreros / Ik ging met je mee naar de Golf-Drouot /.../ We waren bijna sterren /.../ Dat waren echt de mooiste jaren van mijn leven